# Cappella di San Giorgio (Settimo Torinese)
La cappella di San Giorgio è un antico e piccolo edificio religioso che si trova a Settimo Torinese presso Torino.

## Storia e descrizione
Il culto del martire san Giorgio è molto radicato in questa località: nel 1544 già esistevano edifici rurali a lui dedicati, la cosiddetta Grangia di San Giorgio, allora di proprietà dell'abbazia di San Solutore di Torino. Dal 1570 il cascinale passò alla Compagnia di Gesù, per volontà del duca Emanuele Filiberto di Savoia e con bolla pontificia emessa da San Pio V, e successivamente, dal 1779, alla famiglia principesca della Cisterna.
Grazie ad un documento che testimonia tale passaggio di proprietà per la prima volta, allo stato attuale delle ricerche, è citata esplicitamente l'esistenza della cappella, ma sicuramente sin dalle sue origini tale sito fu dedicato al santo martire proprio poiché esisteva un edificio sacro in suo onore. Il grande cascinale a partire dal 1815 iniziò ad essere frazionato fra diversi proprietari, ma sino ad oggi, nonostante mutato da alcuni innesti architettonici moderni, ha conservato il sapore di un piccolo borgo medioevale.
Notizie più certe circa le sorti della cappella di San Giorgio risalgono al 1923: fra le travagliate vicende della cascina il piccolo edificio sacro era caduto in disuso e trasformato in granaio, ma da quell'anno fu restaurato e riaperto al culto per interessamento dei proprietari della tenuta e degli abitanti della vicina Borgata Paradiso.
Qualche considerazione artistica sull'edificio può essere tratta dall'opera Cascine e ville della pianura torinese di Elisa Gribaudi Rossi, risalente al 1970: «...Palazzo con magnifica chiesa... di Sua Ecc.za il Principe della Cisterna...”. “La magnifica chiesa del Grossi è in realtà un edificio di proporzioni normali... la facciata in mattoni a vista è probabilmente secentesca; l'interno è sobrio... l'abside ha un soffitto a vela e conserva, dietro l'altare, un affresco raffigurante San Giorgio, a botte, con l'immagine della Vergine in gloria, è invece il soffitto della navata. Se questo cambiamento di forma nei soffitti, presupponga l'ampliamento di una cappella più piccola... è solo, il lato esterno di levante che può suffragarlo: l'impiego del materiale edilizio cambia infatti dall'abside alla navata...». L'ottimo assetto raggiunto dal presbiterio della cappella in seguito ai lavori di restauro ed alla riapertura al culto, fu deturpato negli anni sessanta in nome di un preteso adeguamento a norme conciliari mai esistite.
In occasione della riapertura al culto la cappella fu dotata di tutti gli arredi sacri, furono eseguiti due nuovi affreschi raffiguranti Santo Stefano e Santa Lucia ed i fedeli donarono le statue di numerosi santi: Sacro Cuore di Gesù, [San Giuseppe], Santa Teresa di Gesù Bambino, i torinesi San Giovanni Bosco e San Giuseppe Benedetto Cottolengo, Sant'Antonio abate, patrono del mondo rurale, e San Pancrazio, veneratissimo dai lavandai della zona. Meritevole di particolare segnalazione è la graziosa nicchia rivestita di roccia che fu dedicata alla Madonna di Lourdes, con Santa Bernardette inginocchiata dinnanzi all'Immacolata Concezione. In breve tempo le pareti della cappella si affollarono di curiosi ex voto, segno della devozione popolare e delle numerose grazie ricevute per intercessione di San Giorgio e della Vergine Santa.
Nacque per i settimesi la tradizione di recarsi a San Giorgio in gita-pellegrinaggio, per partecipare alle sacre funzioni e fare merenda. Nei primi tempi l'abbondanza di sacerdoti nel territorio settimese permise addirittura la celebrazione quotidiana dell'eucaristia.
Dal 1965 San Giorgio passò sotto la giurisdizione della nuova parrocchia di San Giuseppe Artigiano, eretta nel nuovo quartiere denominato Villaggio Fiat: il parroco Don Lorenzo Osella ebbe sempre particolarmente a cuore la cura pastorale di Cascina San Giorgio e Borgata Paradiso e la cappella risultò sempre sugli annuari diocesani quale “succursale” parrocchiale a tutti gli effetti. Dagli anni '90 si perse la possibilità della messa domenicale e, con la nascita dei festeggiamenti patronali della borgata, ci si limitò ad una Messa annuale in prossimità del 23 aprile, festa di San Giorgio.
Nel 2004, in occasione della festa patronale, ebbe luogo sul sagrato della cappella la benedizione della nuova statua equestre di San Giorgio, opera lignea frutto dell'artigianato romeno. Dall'aprile 2006 la chiesetta di San Giorgio ha ripreso la sua attività ed una volta il mese è aperta al pubblico per la celebrazione dell'eucaristia.
Dalla pietà popolare sono nate nel medesimo anno le processioni in onore di San Giorgio e della Madonna, rispettivamente ad aprile e maggio, che vedono una numerosa partecipazione di fedeli provenienti anche da Settimo.